# تپه امام بیگان
تپه امام بیگان مربوط به دوره ساسانیان است و در شهرستان شیروان، بخش مرکزی، دهستان زیارت، ۵۰۰ متری جنوب شرقی روستای بیگان واقع شده و این اثر در تاریخ ۶ اسفند ۱۳۸۵ با شمارهٔ ثبت ۱۷۳۸۶ به‌عنوان یکی از آثار ملی ایران به ثبت رسیده است.